# 7668 Mizunotakao
7668 Mizunotakao (1995 BR3) là một tiểu hành tinh vành đai chính được phát hiện ngày 31 tháng 1 năm 1995 bởi T. Kobayashi ở Oizumi.